# Mindaugas Sabutis
Mindaugas Sabutis (* 26. srpna 1975 v Tauragė) je litevský luterský kněz, teolog a biskup.
V letech 1994–1997 studoval teologii na univerzitě v Klaipėdě. Ordinován na kněze byl roku 1996. Roku 2000 se stal členem konzistoře.
Roku 2004 byl ve věku 28 let zvolen biskupem Litevské evangelické luterské církve se sídlem na Německé (Vokiečių) třídě ve Vilniusu. Za biskupa ho ordinoval roku 2004 lotyšský arcibiskup Jãnis Vanags. Stal se tak jedním z nejmladších biskupů v dějinách. Jeho heslem je: Quaerite primum regnum Dei! (Hledejte nejprve Boží království!)
Vyučuje na teologické fakultě Klaipėdské univerzity.